# Casa Susanna (film)
Casa Susanna è un film documentario del 2022 diretto da Sébastien Lifshitz. 

## Trama
Il film ritrae la storia di Casa Susanna, un resort nella regione dei monti Catskill nello stato di New York che fungeva da rifugio per donne transgender e uomini eterosessuali travestiti nei primi anni '60 prima del movimento di liberazione LGBT.

## Distribuzione
Il film è stato presentato in anteprima alla 79ª Mostra Internazionale d'Arte Cinematografica di Venezia il 31 agosto ed è stato presentato al Toronto International Film Festival 2022 il 9 settembre. È andato in onda sul programma televisivo PBS American Experience il 27 giugno 2023.